# 1986 en informatique
1985 en informatique - 1986 - 1987 en informatique
Cet article présente les principaux évènements de 1986 dans le domaine informatique.

## Évènements
- février : environ 2 300 machines raccordées à Internet[1]
- 1re version de Diskeeper
- 17 mars : décès de Heinz Nixdorf
- juin : premier processeur RISC à 8 MHz
- septembre : lancement de l'Apple IIgs et du Compaq Deskpro 386
- Adobe commercialise Illustrator, le premier logiciel de dessin postscript
- Apple sort le Mac plus
- Amstrad prend le contrôle de Sinclair
- Prix Turing en informatique : John Hopcroft et Robert Tarjan
- novembre : environ 5 000 machines raccordées à Internet, soit un doublement depuis le début de l'année…